# Casa da Fazenda da Dona Alemã
A Casa da Fazenda da Dona Alemã, também chamada de Vovó Alemã, é um construção remanescente do século XIX, tombada pela FUNDAC (Fundação Cultural do Piauí) pelo Decreto Estadual nº8.686 de 6 de julho de 1992, sendo considerado um exemplar da arquitetura rural piauiense.
Sua construção data do início da fundação do município Capitão de Campos (PI), e não foram alteradas suas características originais. Até 2009, funcionava no local uma creche municipal sob responsabilidade da prefeitura de Capitão de Campos mas a instituição foi encerrada e o casarão se encontra abandonado.

## Arquitetura
A casa que já foi sede de uma propriedade rural, apresenta elementos arquitetônicos típicos das antigas casas rurais do Piauí. Possui telhado em duas águas, parede de adobe com tijolos cozidos ao sol, portas e janelas em trave reta, cumeeira elevada, apresenta ladrilhos de barro no chão e terraço avarandado sustentado por troncos e ripas de carnaúba e de outras madeiras locais.

## Situação atual
Em 2021 a edificação se encontra abandonada e com visível deterioração dos componentes arquitetônicos que a compõem.